# Lac Maninjau

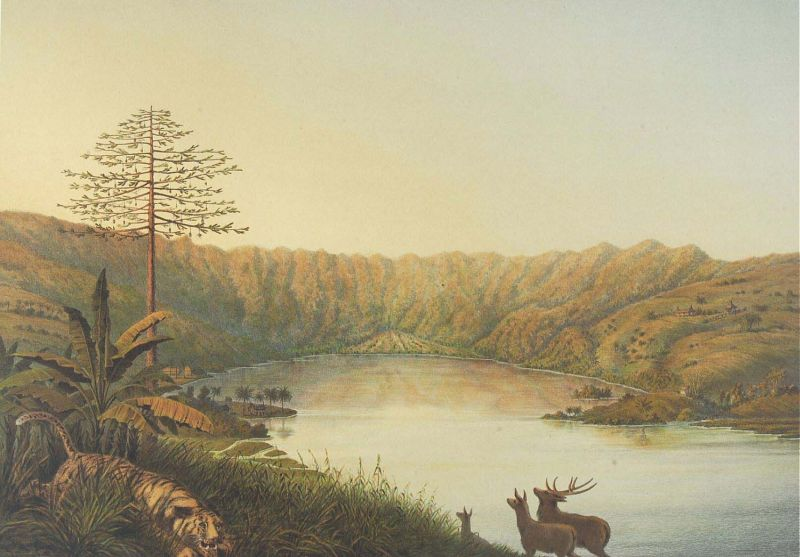
Lithographie de F. C. Wilsen montrant le Maninjau avec un tigre et un cerf à l'avant-plan (1865-1876)

Le lac Maninjau (indonésien: Danau Maninjau, Meninjau signifie Observation ) est une caldeira dans la province de Sumatra occidental en Indonésie. Il est situé à 16 km à l'ouest de Bukittinggi.

## Formation
La caldeira Maninjau  a été formée par une éruption volcanique qui aurait eu lieu il y a environ 52 000 ans.
Les dépôts de l'éruption ont été trouvés dans une distribution radiale autour de Maninjau s'étendant jusqu'à 50 km à l'est, à 75 km au sud-est, l'ouest et au présent littoral. Les dépôts sont estimés à être distribués sur plus de 8 500 km 2 et ont un volume de 220-250 km3.
La caldeira a une longueur de 20 km et une largeur de 8 km.

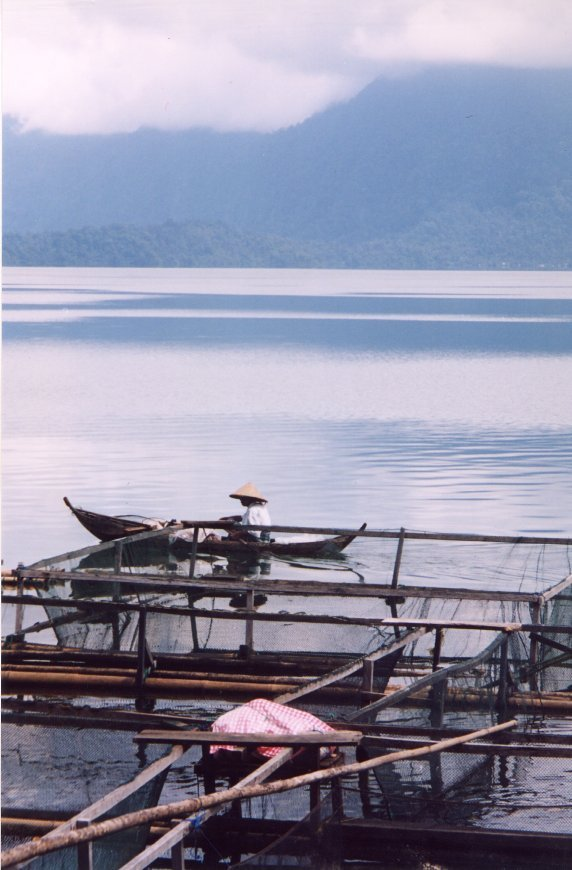
Pêcheurs sur le lac Maninjau

## Lac
Le lac Maninjau a une superficie de 99,5 km2, soit environ 16 km de long et 7 km de large. La profondeur moyenne est de 105 m, avec une profondeur maximale de 165 m.
Le débouché naturel pour l'excès d'eau est la rivière Antokan, située sur le côté ouest du lac. Il est le seul lac de Sumatra qui dispose d'un débouché naturel sur la côte ouest. Depuis 1983, cette eau a été utilisée pour générer de l'énergie hydroélectrique pour Sumatra occidental.
La plupart des personnes qui vivent autour du lac Maninjau sont ethniquement minangkabau. Sur les rives du lac Maninjau sont situés des villages dont Maninjau et Bayur. 
Maninjau est une destination touristique notable dans la région en raison de sa beauté et la douceur du climat. Il est également utilisé comme un site pour le parapente.

## Agriculture locale
Le lac est utilisé pour l'aquaculture, en utilisant des cages flottantes Karamba. La technique a été introduite en 1992 et en 1997, il y avait plus de 2 000 unités de cage réparties entre plus de 600 familles. Chaque cage doivent avoir 3-4 cycles de production de chaque année. Il existe des preuves de la pollution autour de certaines zones Karamba.
Sur le bord du lac, les terres comprennent des champs de riz dans les marais et les basses pentes. Les villages sont bordés par une grande ceinture de vergers d'arbres forestiers, qui se terminent dans la partie supérieure de la montagne, où des forêts la partie la plus raide de la pente montent jusqu'à la crête de la caldeira.
Les jardins forestiers comprennent trois éléments typiques :
- Les arbres fruitiers y compris durian, jacquier, cempedak, ramboutans, Langsat, baies d'or et jamalac.
- Les bois y compris Toona sinensis et Pterospermum javanicum.
- Arbres à épices y compris cannelle, café, noix de muscade et cardamome.

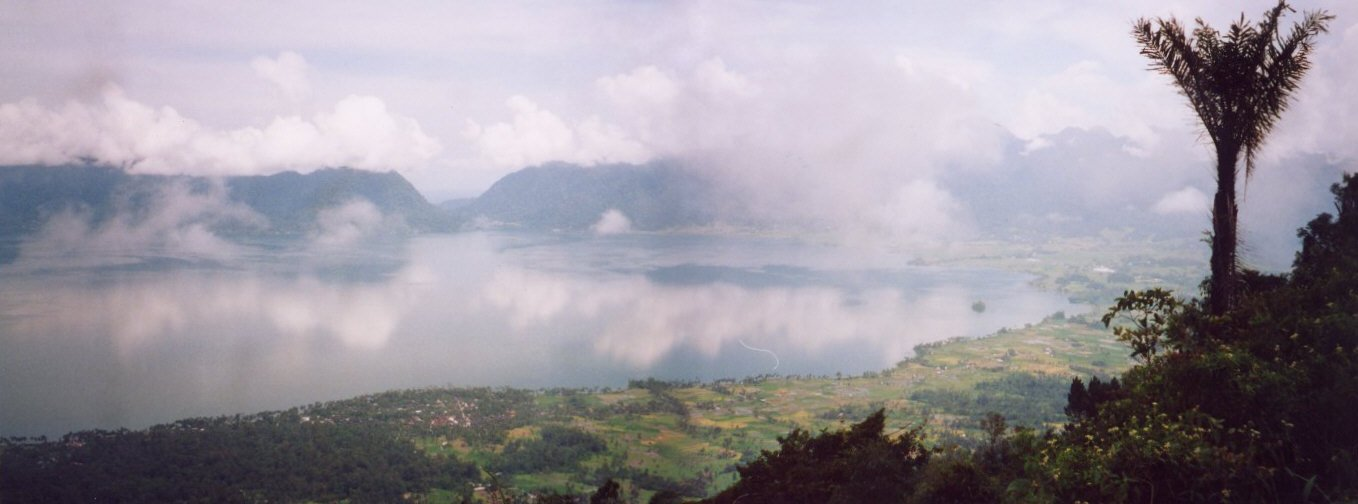
Panorama du lac Maninjau depuis le bord de la caldeira